# Edat mitjana llatina
L'edat mitjana com a la continuació de l'antiguitat clàssica, és a dir com a prolongació de l'imperi Romà, condueix a la definició d'Edat Mitjana Llatina. El primer que utilitza aquest terme és Carlemany. Aquesta denominació és el que permet entendre la configuració de l'edat mitjana com una entitat que beu de les fonts de Roma tant en la seva concepció d'estat, de la seva església i de la seva cultura i que totes elles juntes són el punt de partida de l'edat mitjana.
Aquesta cultura europea cristiana neix en part gràcies al trasllat de poder i civilització anomenats "Translatio imperii" i "Translatio studii". Quan Carlemany restableix l'imperi es considera que s'ha produït una translació de l'imperi de Roma a un altre poble. Aquest imperi és, tal com ho va ser també l'imperi Romà, concebut des d'una perspectiva universal i no nacional tant des del punt de vista polític com religiós.
Aquesta supremacia del món llatí en l'edat mitjana queda reflectida a modus d'exemple en el fet que els pobles alemanys que són en principi invasors a l'imperi Romà s'assimilen a la cultura llatina. Això explica aquest lligam tan profund entre l'edat mitjana i l'antiguitat clàssica. El llatí és en temps de Barbaroja la llengua amb què la literatura expressa les seves millors obres.
Aquest univers romà ple de contradiccions i d'influències diverses té un eix vertebrador en el llatí, la llengua de Roma. Aquest lligam és el que permet establir aquesta relació de tot allò medieval com a Edat Mitjana Llatina.